# Green (golf)

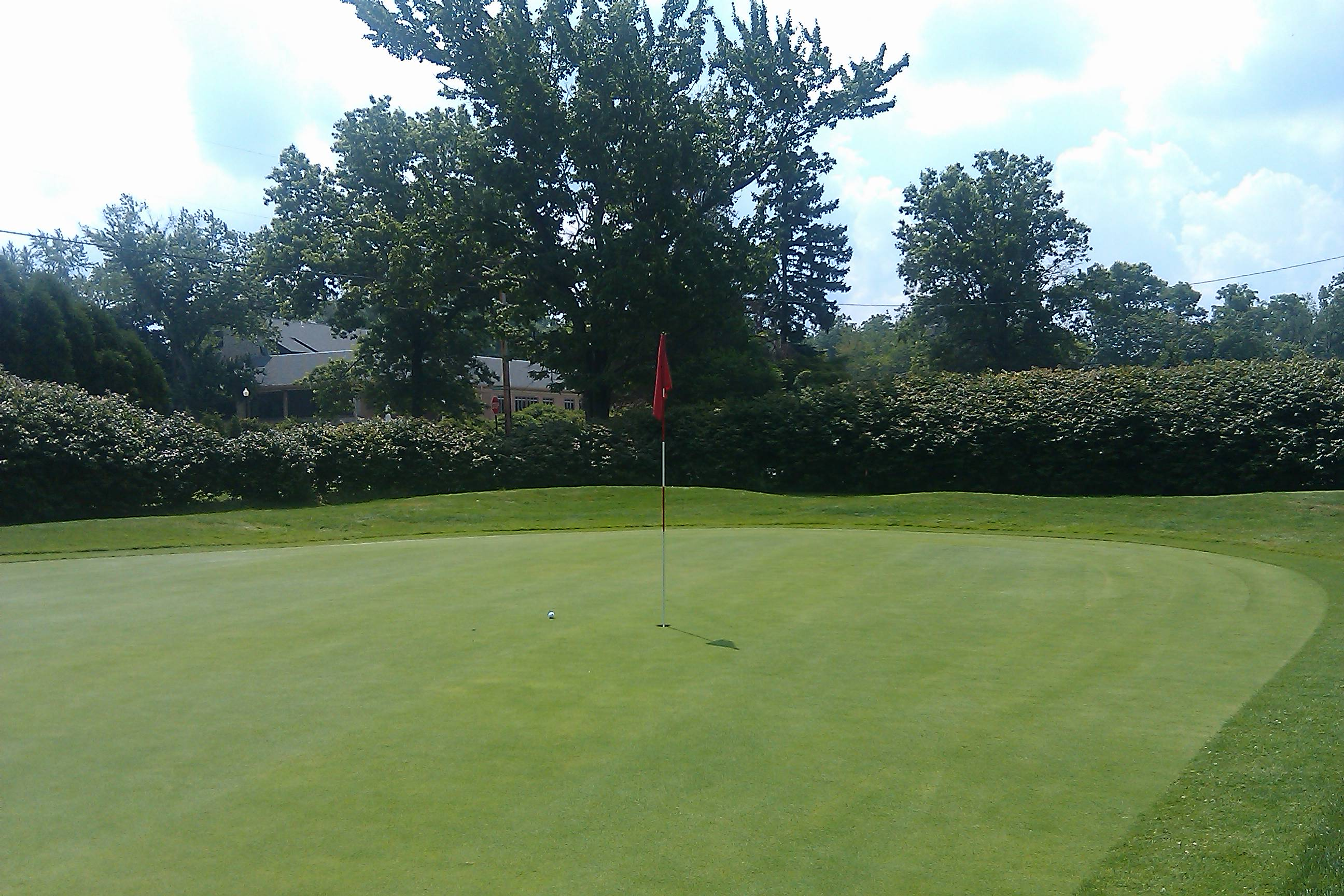
Il green

Con il termine putting green è denominata quella parte di un percorso di golf caratterizzata dal tappeto erboso accuratamente rasato per permettere il rotolamento della palla, all'interno della quale si trova la buca e dove il giocatore conclude il gioco di quella buca. Da decenni, tuttavia, per indicare il putting green è universalmente usato il termine green.
Di norma, in questa area del campo si gioca solo con un putter. Inoltre, quando si gioca dal green è obbligatorio rimuovere la bandierina dalla buca, secondo le regole, poiché essa potrebbe aiutare il giocatore: colpendo la bandierina si incorre in due colpi di penalità o la perdita della buca (in match play). Se invece si imbuca o si tocca la bandiera per effetto di un colpo eseguito da fuori green, il colpo vale e non c'è alcuna penalità. Il posizionamento della buca all'interno del green non è sempre lo stesso, anzi spesso viene modificato dagli addetti alla manutenzione del campo (geenkeepers), in accordo con i giudici sportivi. Questo rende il green sempre diverso, perché bisogna sfruttare le diverse pendenze e caratteristiche nei diversi punti della superficie. Inoltre, il fatto di modificare il posizionamento della buca conserva meglio la fragile superficie del terreno, che in questo modo non viene eccessivamente calpestato sempre nella stessa zona, evitando la formazione di avvallamenti o la distruzione dell'erba.
I green vengono realizzati nelle più varie dimensioni e forme e sono tutti dotati di pendenze più o meno accentuate.
Inoltre la velocità di rotolamento della palla varia molto di campo in campo e solitamente questo dipende dal tipo di erba e da come viene rasata.
Questo avviene per rendere più difficile ed intrigante il gioco una volta raggiunto il green, in quanto più il green è veloce, più è difficile e complicato giocarci, questo perché la palla rotola più veloce accentuando le pendenze e quindi risulta più difficile imprimerle la traiettoria desiderata con la giusta forza.
Può sembrare strano per un neofita, ma solitamente le fortune di un golfista si fanno sul green, in quanto qui vengono realizzati quasi la metà dei colpi.
Infatti un golfista professionista in media effettua 27-28 putt per giro, ed è così che realizza score sotto il par.
Diverso il caso di un golfista dilettante, che già fatica molto di più a raggiungere il green e solitamente è soddisfatto quando mette a segno 36 putt (due per buca).